# Bibiro Ali Taher
Pour les articles homonymes, voir Taher (homonymie).
Bibiro Ali Taher (née le 24 avril 1988 à N'Djaména) est une athlète tchadienne spécialiste de courses de fond. Elle a déménagé du Tchad en France à l'âge de 10 ans et a commencé l'athlétisme à Caen dans le Calvados, en France. Elle a participé aux Jeux olympiques d'été de 2016 au 5 000 mètres. Elle était le porte-drapeau du Tchad au défilé des Nations lors des jeux olympiques d'été 2016 à Rio. Elle est aussi Hôtesse de l’air.